# Кривая Безье
Кривы́е Безье́ — типы кривых, предложенные в 60-х годах XX века независимо друг от друга Пьером Безье из автомобилестроительной компании «Рено» и Полем де Кастельжо из компании «Ситроен», где применялись для проектирования кузовов автомобилей.
Несмотря на то, что открытие де Кастельжо было сделано несколько ранее Безье (1959), его исследования не публиковались и скрывались компанией как производственная тайна до конца 1960-х.
Кривая Безье является частным случаем многочленов Бернштейна, описанных российским математиком Сергеем Натановичем Бернштейном в 1912 году.
Впервые кривые были представлены широкой публике в 1962 году французским инженером Пьером Безье, который, разработав их независимо от де Кастельжо, использовал их для компьютерного проектирования автомобильных кузовов. Кривые были названы именем Безье, а именем де Кастельжо назван разработанный им рекурсивный способ определения кривых (алгоритм де Кастельжо).
Впоследствии это открытие стало одним из важнейших инструментов систем автоматизированного проектирования и программ компьютерной графики.

## Определение
Пусть в пространстве {\displaystyle \mathbb {R} ^{m}}
размерности {\displaystyle m\geqslant 1}
над {\displaystyle \mathbb {R} }
задана последовательность контрольных точек {\displaystyle (\mathbf {P} _{0},\ldots ,\mathbf {P} _{n})},
где {\displaystyle n\geqslant 0},
а {\displaystyle \mathbf {P} _{k}=(x_{1,k},\ldots ,x_{m,k})}
для {\displaystyle k=0,\ldots ,n}.
Тогда множество
{\displaystyle \left\{\mathbf {B} (t)|0\leqslant t\leqslant 1\right\}}
точек {\displaystyle \mathbf {B} (t)=(z_{1}(t),\ldots ,z_{m}(t))}
с координатами {\displaystyle (z_{j}(t))_{j=1,\ldots ,m}}, параметрически задаваемыми выражениями
{\displaystyle z_{j}(t)=\sum _{k=0}^{n}x_{j,k}b_{k,n}(t)\quad } для {\displaystyle \quad 0\leqslant t\leqslant 1,\quad } где {\displaystyle \quad j=1,\ldots ,m,\quad } а {\displaystyle \quad b_{k,n}(t)={n \choose k}t^{k}(1-t)^{n-k}\quad } для {\displaystyle \quad k=0,\ldots ,n},
называется кривой Безье.
Многочлен {\displaystyle b_{k,n}(t)}
степени {\displaystyle n}
по параметру {\displaystyle t}
называется базисной функцией (соответствующей контрольной точке {\displaystyle \mathbf {P} _{k}}) кривой Безье или полиномом Бернштейна.
Здесь {\displaystyle {n \choose k}={\frac {n!}{k!(n-k)!}}} — число сочетаний
из {\displaystyle n}
по {\displaystyle k}.

### Замечания
1. Кривая Безье, соответствующая как {\displaystyle (\mathbf {P} _{0})} так и {\displaystyle (\mathbf {P} _{0},\mathbf {P} _{0},\ldots ,\mathbf {P} _{0})}, есть точка {\displaystyle \mathbf {P} _{0}}.
2. Кривая Безье, соответствующая паре {\displaystyle (\mathbf {P} _{0},\mathbf {P} _{1})}, то есть при {\displaystyle n=1}, есть (линейно) параметризованный отрезок, соединяющий точку {\displaystyle \mathbf {P} _{0}} (при {\displaystyle t=0}) с точкой {\displaystyle \mathbf {P} _{1}} (при {\displaystyle t=1}).
3. При любом порядке {\displaystyle n\geqslant 0} кривая Безье содержит как точку {\displaystyle \mathbf {P} _{0}} (это — образ параметра {\displaystyle t=0}), так и точку {\displaystyle \mathbf {P} _{n}} (это — образ параметра {\displaystyle t=1}).
4. Кривая Безье (в общем случае, то есть если не выродилась в точку {\displaystyle \mathbf {P} _{0}}) ориентируема, поскольку является образом ориентированного отрезка {\displaystyle [0;1]}. Последовательностям контрольных точек {\displaystyle (\mathbf {P} _{0},\mathbf {P} _{1},\ldots ,\mathbf {P} _{n-1},\mathbf {P} _{n})} и {\displaystyle (\mathbf {P} _{n},\mathbf {P} _{n-1},\ldots ,\mathbf {P} _{1},\mathbf {P} _{0})} соответствуют кривые Безье, которые совпадают как множества точек, но имеют (в общем случае) противоположные ориентации.
5. Кривые Безье, соответствующие последовательностям контрольных точек {\displaystyle (\mathbf {P} _{0},\mathbf {P} _{1},\mathbf {P} _{2})} и {\displaystyle (\mathbf {P} _{0},\mathbf {P} _{2},\mathbf {P} _{1})}, при {\displaystyle \mathbf {P} _{1}\neq \mathbf {P} _{2}} не совпадают.
6. Если изменить {\displaystyle (x_{j,0},\ldots ,x_{j,n})}, то изменяется только {\displaystyle z_{j}(t)}.

## Виды кривых Безье

### Линейные кривые
При n = 1 кривая представляет собой отрезок прямой линии, опорные точки P0 и P1 определяют его начало и конец. Кривая задаётся уравнением:
{\displaystyle \mathbf {B} (t)=(1-t)\mathbf {P} _{0}+t\mathbf {P} _{1}\quad t\in [0,1]}.

### Квадратичные кривые
Квадратичная кривая Безье (n = 2) задаётся тремя опорными точками: P0, P1 и P2.
{\displaystyle \mathbf {B} (t)=(1-t)^{2}\mathbf {P} _{0}+2t(1-t)\mathbf {P} _{1}+t^{2}\mathbf {P} _{2},\quad t\in [0,1]}.
Квадратичные кривые Безье в составе сплайнов используются для описания формы символов в шрифтах TrueType и в SWF-файлах.
{\displaystyle t={\frac {\mathbf {P} _{0}-\mathbf {P} _{1}\pm {\sqrt {(\mathbf {P} _{0}-2\mathbf {P} _{1}+\mathbf {P} _{2})\mathbf {B} +\mathbf {P} _{1}^{2}-\mathbf {P} _{0}\mathbf {P} _{2}}}}{\mathbf {P} _{0}-2\mathbf {P} _{1}+\mathbf {P} _{2}}},\quad \mathbf {P} _{0}-2\mathbf {P} _{1}+\mathbf {P} _{2}\neq 0}
{\displaystyle t={\frac {\mathbf {B} -\mathbf {P} _{0}}{2(\mathbf {P} _{1}-\mathbf {P} _{0})}},\quad \mathbf {P} _{0}-2\mathbf {P} _{1}+\mathbf {P} _{2}=0,\quad \mathbf {P} _{0}\neq \mathbf {P} _{1}}
{\displaystyle t={\sqrt {\frac {\mathbf {B} -\mathbf {P} _{0}}{\mathbf {P} _{2}-\mathbf {P} _{1}}}},\quad \mathbf {P} _{0}=\mathbf {P} _{1}\neq \mathbf {P} _{2}}

### Кубические кривые
В параметрической форме кубическая кривая Безье (n = 3) описывается следующим уравнением:
{\displaystyle \mathbf {B} (t)=(1-t)^{3}\mathbf {P} _{0}+3t(1-t)^{2}\mathbf {P} _{1}+3t^{2}(1-t)\mathbf {P} _{2}+t^{3}\mathbf {P} _{3},\quad t\in [0,1]}.
Четыре опорные точки P0, P1, P2 и P3, заданные в 2- или 3-мерном пространстве, определяют форму кривой.
Линия берёт начало из точки P0, направляясь к P1 и заканчивается в точке P3, подходя к ней со стороны P2. То есть, кривая не проходит через точки P1 и P2, они используются для указания её направления. Длина отрезка между P0 и P1 определяет, как скоро кривая повернёт к P3.
В матричной форме кубическая кривая Безье записывается следующим образом:
{\displaystyle \mathbf {B} (t)={\begin{bmatrix}t^{3}&t^{2}&t&1\end{bmatrix}}\mathbf {M} _{B}{\begin{bmatrix}\mathbf {P} _{0}\\\mathbf {P} _{1}\\\mathbf {P} _{2}\\\mathbf {P} _{3}\end{bmatrix}}},
где {\displaystyle \mathbf {M} _{B}} называется базисной матрицей Безье:
{\displaystyle \mathbf {M} _{B}={\begin{bmatrix}-1&3&-3&1\\3&-6&3&0\\-3&3&0&0\\1&0&0&0\end{bmatrix}}}
В современных графических системах и форматах, таких как PostScript (а также основанных на нём форматах Adobe Illustrator и Portable Document Format (PDF)), Scalable Vector Graphics (SVG), Metafont, CorelDraw и GIMP для представления криволинейных форм используются сплайны Безье, составленные из кубических кривых.

## Построение кривых Безье

### Линейные кривые
Параметр t в функции, описывающей линейный случай кривой Безье, определяет, где именно на расстоянии от P0 до P1 находится B(t). Например, при t = 0,25 значение функции B(t) соответствует четверти расстояния между точками P0 и P1. Параметр t изменяется от 0 до 1, а B(t) описывает отрезок прямой между точками P0 и P1.
|  |

### Квадратичные кривые
Для построения квадратичных кривых Безье требуется выделение двух промежуточных точек Q0 и Q1 из условия, чтобы параметр t изменялся от 0 до 1:
- Точка Q0 изменяется от P0 до P1 и описывает линейную кривую Безье.
- Точка Q1 изменяется от P1 до P2 и также описывает линейную кривую Безье.
- Точка B изменяется от Q0 до Q1 и описывает квадратичную кривую Безье.

|  |  |  |

### Кривые высших степеней
Для построения кривых высших порядков соответственно требуется больше промежуточных точек. Для кубической кривой это промежуточные точки Q0, Q1 и Q2, описывающие линейные кривые, а также точки R0 и R1, которые описывают квадратичные кривые: более простое уравнение {\displaystyle {\frac {P_{0}Q_{0}}{P_{0}P_{1}}}={\frac {Q_{1}P_{1}}{P_{1}P_{2}}}={\frac {BR_{0}}{R_{1}R_{0}}}}.
|  |  |  |

Для кривых четвёртой степени это будут точки Q0, Q1, Q2 и Q3, описывающие линейные кривые, R0, R1 и R2, которые описывают квадратичные кривые, а также точки S0 и S1, описывающие кубические кривые Безье:
|  |  |  |

### Свойства кривой Безье
- непрерывность заполнения сегмента между начальной и конечной точками;
- кривая всегда располагается внутри фигуры, образованной линиями, соединяющими контрольные точки;
- при наличии только двух контрольных точек сегмент представляет собой прямую линию;
- прямая линия образуется при коллинеарном (на одной прямой) размещении управляющих точек;
- кривая Безье симметрична, то есть обмен местами между начальной и конечной точками (изменение направления траектории) не влияет на форму кривой;
- масштабирование и изменение пропорций кривой Безье не нарушает её стабильности, поскольку с математической точки зрения она «аффинно инвариантна»;
- изменение координат хотя бы одной из точек ведет к изменению формы всей кривой Безье;
- любой частичный отрезок кривой Безье также является кривой Безье;
- степень (порядок) кривой всегда на одну ступень меньше числа контрольных точек. Например, при трёх контрольных точках форма кривой — парабола, так как парабола — кривая 2-го порядка;
- окружность не может быть описана параметрическим уравнением кривой Безье;
- невозможно создать параллельные кривые Безье, за исключением тривиальных случаев (прямые линии и совпадающие кривые), хотя существуют алгоритмы, строящие приближённую параллельную кривую Безье с приемлемой для практики точностью.

## Применение в компьютерной графике
Благодаря простоте задания и манипуляции кривые Безье нашли широкое применение в компьютерной графике для моделирования гладких линий. Кривая целиком лежит в выпуклой оболочке своих опорных точек. Это свойство кривых Безье с одной стороны значительно облегчает задачу нахождения точек пересечения кривых (если не пересекаются выпуклые оболочки опорных точек, то не пересекаются и сами кривые), а с другой стороны позволяет осуществлять интуитивно понятное управление параметрами кривой в графическом интерфейсе с помощью её опорных точек. Кроме того, аффинные преобразования кривой (перенос, масштабирование, вращение и др.) также могут быть осуществлены путём применения соответствующих трансформаций к опорным точкам.
Наибольшее значение имеют кривые Безье второй и третьей степеней (квадратичные и кубические). Кривые высших степеней при обработке требуют большего объёма вычислений и для практических целей используются реже. Для построения сложных по форме линий отдельные кривые Безье могут быть последовательно соединены друг с другом в сплайн Безье. Для того, чтобы обеспечить гладкость линии в месте соединения двух кривых, три смежные опорные точки обеих кривых должны лежать на одной прямой. В программах векторной графики, например Adobe Illustrator или Inkscape, подобные фрагменты известны под названием «путей» (path), а в 3DS Max и подобных программах 3D-моделирования кривые Безье имеют название «сплайны».

## Преобразование квадратичных кривых Безье в кубические
Квадратичная кривая Безье с координатами {\displaystyle (x_{0};y_{0}),\,(x_{1};y_{1}),\,(x_{2};y_{2})} преобразовывается в кубическую кривую Безье с координатами {\displaystyle (x_{0};y_{0}),\,\left(x_{0}+{\frac {2\cdot (x_{1}-x_{0})}{3}};y_{0}+{\frac {2\cdot (y_{1}-y_{0})}{3}}\right),\,\left(x_{1}+{\frac {x_{2}-x_{1}}{3}};y_{1}+{\frac {y_{2}-y_{1}}{3}}\right),\,(x_{2};y_{2})}.

## Уровень дискретизации Кривых Безье[2]
Уровень дискретизации определяется следующим образом:
{\displaystyle |B_{next}-B_{prev}|=1}
, то есть каждая следующая точка должна отличаться от предыдущей на 1 (допустим пиксель). Причём, если задать {\displaystyle B} следующим образом:
{\displaystyle \left\vert \sum _{k=0}^{n}{{\frac {n!}{k!\times (n-k)!}}\times t_{next}^{k}\times (1-t_{next})^{n-k}\times P_{k}}-\sum _{k=0}^{n}{{\frac {n!}{k!\times (n-k)!}}\times t_{prev}^{k}\times (1-t_{prev})^{n-k}\times P_{k}}\right\vert =1}
Через него можно вычислить {\displaystyle \Delta {t}}.
Решим это уравнение для кривых Безье первого порядка (линейных):
{\displaystyle B(t)=(1-t)\times P_{0}+t\times P_{1},0\leq t\leq 1}
{\displaystyle B(t)={\begin{cases}x=(1-t)\times P_{0_{x}}+t\times P_{1_{x}}\\y=(1-t)\times P_{0_{y}}+t\times P_{1_{y}}\end{cases}}}
Запишем разницу точек для одной оси:
{\displaystyle {\left\vert P_{0}-t_{next}\times P_{0}+t_{next}\times P_{1}-P_{0}+t_{prev}\times P_{0}-t_{prev}\times P_{1}\right\vert }=1}
Вынесем общие множители за скобки:
{\displaystyle {\left\vert t_{next}\times (P_{0}-P_{1})-t_{prev}\times (P_{0}-P_{1})\right\vert }=1}
Найдём {\displaystyle \Delta {t}}:
{\displaystyle \Delta {t}={\left\vert t_{next}-t_{prev}\right\vert }=\left\vert {\frac {1}{P_{0}-P_{1}}}\right\vert }
так можно вычислить уровень дискретизации для обхода конкретной оси кривой Безье определённого порядка. То есть Вам нужно получить 16 таких уравнений для кривых Безье с 1го по 16 порядок, она всегда задаётся точками, их координаты достаточно будет подставить в полученное уравнение, чтобы обойти кривую с минимальным однозначным уровнем дискретизации.